# Родеріх Менцель
Родеріх Менцель (нім. Roderich Menzel; 13 квітня 1907 — 17 жовтня 1987) — колишній німецький тенісист.
Найвищу одиночну позицію світового рейтингу — 7 місце досяг 1934 року (за даними А. Волліса Маєрса).
Найвищим досягненням на турнірах Великого шолома були фінали в одиночному та змішаному парному розрядах.
Завершив кар'єру 1939 року.

## Фінали турнірів Великого шолома

### Одиночний розряд (1 поразка)
| Результат | Рік  | Турнір                               | Покриття | Суперник | Рахунок       |
| --------- | ---- | ------------------------------------ | -------- | -------- | ------------- |
| Поразка   | 1938 | Відкритий чемпіонат Франції з тенісу | Ґрунт    | Дон Бадж | 3–6, 2–6, 4–6 |

### Мікст (1 поразка)
| Результат | Рік  | Турнір                           | Покриття | Партнер      | Суперники                   | Рахунок       |
| --------- | ---- | -------------------------------- | -------- | ------------ | --------------------------- | ------------- |
| Поразка   | 1935 | Відкритий чемпіонат США з тенісу | Трава    | Кей Стаммерс | Сара Палфрі-Кук Енріке Маєр | 3–6, 6–3, 4–6 |

## Часовий графік результатів
| W | Ф | ПФ | ЧФ | #Р | КТ | К# | DNQ | A | NH |

| Турнір                                 | Amateur career | Amateur career | Amateur career | Amateur career | Amateur career | Amateur career | Amateur career | Amateur career | Amateur career | Amateur career | Amateur career | Amateur career | Amateur career | Amateur career | Amateur career | Amateur career | Amateur career | Amateur career | Amateur career | Amateur career | Amateur career | Amateur career | Amateur career | Amateur career | Amateur career | Amateur career | Amateur career | Amateur career |
| Турнір                                 | '28            | '29            | '30            | '31            | '32            | '33            | '34            | '35            | '36            | '37            | '38            | '39            |                |                |                |                |                |                |                |                |                |                |                |                |                |                |                |                |
| -------------------------------------- | -------------- | -------------- | -------------- | -------------- | -------------- | -------------- | -------------- | -------------- | -------------- | -------------- | -------------- | -------------- | -------------- | -------------- | -------------- | -------------- | -------------- | -------------- | -------------- | -------------- | -------------- | -------------- | -------------- | -------------- | -------------- | -------------- | -------------- | -------------- |
| Турніри Великого шлему                 |                |                |                |                |                |                |                |                |                |                |                |                |                |                |                |                |                |                |                |                |                |                |                |                |                |                |                |                |
| Відкритий чемпіонат Австралії з тенісу |                |                |                |                |                |                |                | ЧФ             |                |                |                |                |                |                |                |                |                |                |                |                |                |                |                |                |                |                |                |                |
| Відкритий чемпіонат Франції з тенісу   |                | 2р             |                | 4р             | ПФ             | ЧФ             | ЧФ             | ЧФ             |                |                | Ф              |                |                |                |                |                |                |                |                |                |                |                |                |                |                |                |                |                |
| Вімблдонський турнір                   | 1р             | 1р             | 2р             |                | 4р             | ЧФ             | 3р             | ЧФ             |                | 1р             | 4р             | 2р             |                |                |                |                |                |                |                |                |                |                |                |                |                |                |                |                |
| Відкритий чемпіонат США з тенісу       |                |                |                |                |                |                | 4р             | 4р             |                |                |                |                |                |                |                |                |                |                |                |                |                |                |                |                |                |                |                |                |

## Фінали
| Результат | Ранг | Дата     | Турнір                                      | Покриття | Суперник                | Рахунок                 |
| Поразка   | 1.   | Тра 1929 | Rot Weiss Club, Berlin                      | Ґрунт    | Анрі Коше               | 11–9, 3–6, 1–6, 1–6     |
| Поразка   | 2.   | Вер 1929 | Hungarian Championships, Budapest           |          | Бела фон Керлінґ        | 7–5, 4–6, 6–3 ret.      |
| Поразка   | 3.   | Лип 1930 | Нідерланди Championships, Noordwijk         |          | Білл Тілден             | 6–8, 8–6, 3–6, 4–6      |
| Перемога  | 1.   | Вер 1930 | Hungarian Championships, Budapest           |          | Бела фон Керлінґ        | 4–6, 6–3, 6–4, 6–1      |
| Поразка   | 4.   | Тра 1931 | Austrian Championships, Vienna              |          | Анрі Коше               | 6–4, 1–6, 1–6, 4–6      |
| Перемога  | 2.   | Сер 1931 | German International Championships, Hamburg | Ґрунт    | Ґустаф Янеке            | 6–2, 6–2, 6–1           |
| Перемога  | 3.   | Лют 1932 | Мастерс Монте-Карло                         | Ґрунт    | Джордж Літтлтон-Роджерс | 6–4, 7–5, 6–2           |
| Перемога  | 4.   | Тра 1932 | Rot Weiss Club, Berlin                      | Ґрунт    | Жак Брюньйон            | 6–4, 6–3, 6–3           |
| Поразка   | 5.   | Сер 1932 | German International Championships, Hamburg |          | Готтфрід фон Крамм      | 6–3, 2–6, 2–6, 3–6      |
| Поразка   | 6.   | 1933     | Rot Weiss Club, Berlin                      |          | Готтфрід фон Крамм      | 6–2, 1–6, 13–15         |
| Перемога  | 5.   | Тра 1933 | Czechoslovakian International Championships |          | Ладіслав Гехт           | 6–3, 6–2, 6–1           |
| Поразка   | 7.   | Сер 1933 | German International Championships, Hamburg | Ґрунт    | Готтфрід фон Крамм      | 5–7, 6–2, 6–4, 3–6, 4–6 |
| Перемога  | 6.   | Вер 1933 | Yugoslavian Championships, Zagreb           |          | Umberto De Morpurgo     | 6–4, 6–1, 6–1           |
| Перемога  | 7.   | Вер 1933 | Hungarian Championships                     |          | Emil Gábori             | 6–2, 6–0, 6–1           |
| Перемога  | 8.   | Бер 1934 | Єгипет International Турнір                 |          | Пет Г'юз                | 6–3, 6–4                |
| Перемога  | 9.   | Тра 1934 | Czechoslovakian International Championships |          | Готтфрід фон Крамм      | 3–6, 6–1, 6–3, 6–2      |
| Перемога  | 10.  | 1935     | Каїр Championships                          |          | Адам Баворовський       | 7–5, 5–7, 6–2           |
| Перемога  | 11.  | Бер 1935 | Єгипет International Турнір                 |          | Hermann Artens          | 6–4, 6–0, 6–0           |
| Перемога  | 12.  | 1935     | Czechoslovakian International Championships |          | Джованні Палм'єрі       | 6–2, 6–1, 6–1           |
| Поразка   | 8.   | Вер 1935 | Pacific Southwest Турнір, Лос-Анджелес      |          | Дон Бадж                | 6–1, 9–11, 3–6 w.o.     |
| Поразка   | 9.   | Лис 1935 | Японія International Championships, Osaka   |          | Ямаґісі Дзіро           | 5–7, 2–6, 1–6           |
| Поразка   | 10.  | Чер 1938 | Відкритий чемпіонат Франції                 | Ґрунт    | Дон Бадж                | 3–6, 2–6, 4–6           |
| Перемога  | 13.  | 1938     | Єгипет International Турнір                 |          | Франьйо Пунчеч          | 6–4, 6–2                |
| Поразка   | 11.  | 1939     | French Covered Courts Championships         |          | П'єр Пелліцца           | 6–4, 2–6, 2–6, 1–6      |
| Поразка   | 12.  | 1939     | German International Championships, Hamburg | Ґрунт    | Геннер Генкель          | 6–4, 4–6, 0–6, 1–6      |

## Кубок Девіса

### За Чехословаччину
| Europe Zone |                         |                                 |                           |                             |          |                                        |                                        |                             |
| Раунд       | Дата                    | Суперники                       | Підсумковий рахунок матчу | Місце проведення            | Покриття | Матч                                   | Суперник                               | Рахунок у своєму поєдинку   |
| 2р          | 17–19 травня 1928       | Швеція                          | 4–1                       | Стокгольм                   | clay     | Одиночний розряд 2                     | Суне Мальмстрем                        | 6–3, 6–3, 3–6, 7–5 (П)      |
| 2р          | 17–19 травня 1928       | Швеція                          | 4–1                       | Стокгольм                   | clay     | Одиночний розряд 4                     | Інґвар Ґарелль                         | 6–2, 6–0, 5–7, 8–6 (П)      |
| ПФ          | 22–24 червня 1928       | Нідерланди                      | 3–2                       | Прага                       | N/A      | Парний розряд (з Яном Кожелугом)       | Hendrik Timmer / Хрістіан ван Леннеп   | 3–6, 6–3, 2–6, 4–6(L)       |
| 1р          | 26–28 квітня 1929       | Австрія                         | 3–2                       | Відень                      | N/A      | Одиночний розряд 2                     | Hermann von Artens                     | 6–3, 6–4, 6–2 (П)           |
| 1р          | 26–28 квітня 1929       | Австрія                         | 3–2                       | Відень                      | N/A      | Одиночний розряд 4                     | Franz-Wilhelm Matejka                  | 8–10, 3–6, 1–6 (L)          |
| 2р          | 10–12 травня 1929       | Бельгія                         | 3–0                       | Прага                       | N/A      | Одиночний розряд 1                     | Андре Лакруа                           | 6–3, 6–1, 6–1 (П)           |
| 2р          | 10–12 травня 1929       | Бельгія                         | 3–0                       | Прага                       | N/A      | Одиночний розряд 5                     | André Ewbank                           | NP (N)                      |
| ЧФ          | 5–7 червня 1929         | Данія                           | 4–1                       | Копенгаген                  | N/A      | Одиночний розряд 1                     | Povl Henriksen                         | 9–7, 6–2, 6–3 (П)           |
| ЧФ          | 5–7 червня 1929         | Данія                           | 4–1                       | Копенгаген                  | N/A      | Одиночний розряд 4                     | Айнер Ульрік                           | 7–5, 7–5, 6–2 (П)           |
| ПФ          | 19–21 червня 1929       | Німеччина                       | 1–4                       | Прага                       | N/A      | Одиночний розряд 2                     | Heinz Landmann                         | 6–3, 6–3, 3–6, 0–6, 6–4 (П) |
| ПФ          | 19–21 червня 1929       | Німеччина                       | 1–4                       | Прага                       | N/A      | Одиночний розряд 4                     | Ганс Мольденгауер                      | 4–6, 6–8, 4–6 (L)           |
| 2р          | 16–18 травня 1930       | Данія                           | 3–2                       | Прага                       | N/A      | Одиночний розряд 1                     | Erik Worm                              | 6–2, 6–2, 4–6, 6–2 (П)      |
| 2р          | 16–18 травня 1930       | Данія                           | 3–2                       | Прага                       | N/A      | Парний розряд (з Фрідріхом Рорером)    | Einer Ulrich / Ерік Ворм               | 3–6, 6–1, 4–6, 6–4, 7–9 (L) |
| 2р          | 16–18 травня 1930       | Данія                           | 3–2                       | Прага                       | N/A      | Одиночний розряд 4                     | Einer Ulrich                           | 6–2, 6–2, 6–1 (П)           |
| ЧФ          | 30 травня–1 червня 1930 | Нідерланди                      | 3–2                       | Схевенінген                 | clay     | Одиночний розряд 2                     | Arthur Diemer-Kool                     | 6–3, 6–3, 6–2 (П)           |
| ЧФ          | 30 травня–1 червня 1930 | Нідерланди                      | 3–2                       | Схевенінген                 | clay     | Парний розряд (з Яном Кожелугом)       | Arthur Diemer-Kool/Hendrik Timmer      | 7–9, 6–2, 6–1, 3–6, 6–4 (П) |
| ЧФ          | 30 травня–1 червня 1930 | Нідерланди                      | 3–2                       | Схевенінген                 | clay     | Одиночний розряд 4                     | Hendrik Timmer                         | 6–8, 0–6, 6–4, 5–7 (L)      |
| ПФ          | 14–16 червня 1930       | Японія                          | 2–3                       | Прага                       | N/A      | Одиночний розряд 1                     | Takeichi Harada                        | 9–11, 6–3, 7–5, 6–1 (П)     |
| ПФ          | 14–16 червня 1930       | Японія                          | 2–3                       | Прага                       | N/A      | Парний розряд (з Яном Кожелугом)       | Tamio Abe / Харада Такеїті             | 6–1, 5–7, 6–8, 7–9 (L)      |
| ПФ          | 14–16 червня 1930       | Японія                          | 2–3                       | Прага                       | N/A      | Одиночний розряд 5                     | Yoshiro Ota                            | 6–2, 4–6, 6–3, 6–3 (П)      |
| 1р          | 1–3 травня 1931         | Іспанія                         | 3–2                       | Прага                       | N/A      | Одиночний розряд 1                     | Енріке Маєр                            | 6–3, 6–2, 6–3 (П)           |
| 1р          | 1–3 травня 1931         | Іспанія                         | 3–2                       | Прага                       | N/A      | Парний розряд (з Фрідріхом Рорером)    | Manuel Alonso-Areyzaga / Енріке Маєр   | 1–6, 7–9, 1–6 (L)           |
| 1р          | 1–3 травня 1931         | Іспанія                         | 3–2                       | Прага                       | N/A      | Одиночний розряд 5                     | Manuel Alonso-Areyzaga                 | 6–8, 6–2, 6–1, 6–3 (П)      |
| 2р          | 15–17 травня 1931       | Греція                          | 4–1                       | Афіни                       | N/A      | Одиночний розряд 1                     | Аугустос Зерлендіс                     | 6–2, 6–2, 6–1 (П)           |
| 2р          | 15–17 травня 1931       | Греція                          | 4–1                       | Афіни                       | N/A      | Парний розряд (з Ференцом Маршалеком)  | Max Balli / Georgios Nikolaides        | 6–2, 6–2, 6–4 (П)           |
| 2р          | 15–17 травня 1931       | Греція                          | 4–1                       | Афіни                       | N/A      | Одиночний розряд 5                     | Orestis Garangiotis                    | 6–1, 6–3, 6–1 (П)           |
| ЧФ          | 4–6 червня 1931         | Італія                          | 3–0                       | Прага                       | N/A      | Одиночний розряд 2                     | Умберто де Морпуджо                    | 6–3, 6–3, 4–6, 6–2 (П)      |
| ЧФ          | 4–6 червня 1931         | Італія                          | 3–0                       | Прага                       | N/A      | Парний розряд (з Ференцом Маршалеком)  | Умберто де Морпуджо / Alberto del Bono | 6–3, 6–4, 6–1 (П)           |
| ЧФ          | 4–6 червня 1931         | Італія                          | 3–0                       | Прага                       | N/A      | Одиночний розряд 4                     | Джорджо де Стефані                     | NP (N)                      |
| ПФ          | 16–18 червня 1931       | Данія                           | 5–0                       | Прага                       | N/A      | Одиночний розряд 1                     | Einer Ulrich                           | 6–3, 6–2, 7–5 (П)           |
| ПФ          | 16–18 червня 1931       | Данія                           | 5–0                       | Прага                       | N/A      | Парний розряд (з Ференцом Маршалеком)  | Einer Ulrich / Ерік Ворм               | 9–7, 1–6, 6–3, 6–0 (П)      |
| ПФ          | 16–18 червня 1931       | Данія                           | 5–0                       | Прага                       | N/A      | Одиночний розряд 4                     | Erik Worm                              | 3–6, 6–2, 6–4, 6–1 (П)      |
| Ф           | 9–11 липня 1931         | Велика Британія                 | 1–4                       | Прага                       | clay     | Одиночний розряд 1                     | Банні Остін                            | 6–3, 2–6, 8–6, 3–6, 3–6 (L) |
| Ф           | 9–11 липня 1931         | Велика Британія                 | 1–4                       | Прага                       | clay     | Парний розряд (з Ференцом Маршалеком)  | Пет Г'юз / Фред Перрі                  | 4–6, 6–4, 4–6, 2–6 (L)      |
| Ф           | 9–11 липня 1931         | Велика Британія                 | 1–4                       | Прага                       | clay     | Одиночний розряд 5                     | Фред Перрі                             | 5–7, 3–6, 5–7 (L)           |
| 1р          | 6–8 травня 1932         | Австрія                         | 2–3                       | Прага                       | N/A      | Одиночний розряд 2                     | Franz-Wilhelm Matejka                  | 3–6, 3–6, 6–3, 6–2, 4–6 (L) |
| 1р          | 6–8 травня 1932         | Австрія                         | 2–3                       | Прага                       | N/A      | Парний розряд (з Ференцом Маршалеком)  | Herbert Kinzl / Hermann von Artens     | 6–2, 6–1, 6–1 (П)           |
| 1р          | 6–8 травня 1932         | Австрія                         | 2–3                       | Прага                       | N/A      | Одиночний розряд 4                     | Hermann von Artens                     | 6–2, 6–1, 5–7, 6–4 (П)      |
| 2р          | 12–14 травня 1933       | Монако                          | 5–0                       | Прага                       | N/A      | Одиночний розряд 1                     | Владімір Ландау                        | 6–2, 6–2, 6–4 (П)           |
| 2р          | 12–14 травня 1933       | Монако                          | 5–0                       | Прага                       | N/A      | Парний розряд (з Ференцом Маршалеком)  | René Gallèpe / Владімір Ландау         | 6–1, 6–4, 8–6 (П)           |
| 2р          | 12–14 травня 1933       | Монако                          | 5–0                       | Прага                       | N/A      | Одиночний розряд 5                     | René Gallèpe                           | 6–3, 6–2, 6–1 (П)           |
| ЧФ          | 8–10 червня 1933        | Греція                          | 5–0                       | Прага                       | N/A      | Одиночний розряд 2                     | Лазарос Сталіос                        | 6–2, 6–4, 9–7 (П)           |
| ЧФ          | 8–10 червня 1933        | Греція                          | 5–0                       | Прага                       | N/A      | Парний розряд (з Ференцом Маршалеком)  | Georgios Nikolaides / Stefanos Xydis   | 6–1, 6–1, 6–1 (П)           |
| ЧФ          | 8–10 червня 1933        | Греція                          | 5–0                       | Прага                       | N/A      | Одиночний розряд 5                     | Georgios Nikolaides                    | 6–1, 6–2, 4–6, 6–0 (П)      |
| ПФ          | 17–20 червня 1933       | Велика Британія                 | 0–5                       | Devonshire Park, Eastbourne | grass    | Одиночний розряд 1                     | Фред Перрі                             | 1–6, 4–6, 3–6 (L)           |
| ПФ          | 17–20 червня 1933       | Велика Британія                 | 0–5                       | Devonshire Park, Eastbourne | grass    | Парний розряд (з Ференцом Маршалеком)  | Пет Г'юз / Фред Перрі                  | 3–6, 4–6, 4–6 (L)           |
| ПФ          | 17–20 червня 1933       | Велика Британія                 | 0–5                       | Devonshire Park, Eastbourne | grass    | Одиночний розряд 5                     | Банні Остін                            | 6–3, 7–9, 0–6, 1–6 (L)      |
| ЧФ          | 7–9 червня 1934         | Нова Зеландія                   | 4–1                       | Прага                       | N/A      | Одиночний розряд 2                     | Eskell Andrews                         | 6–1, 6–3, 6–3 (П)           |
| ЧФ          | 7–9 червня 1934         | Нова Зеландія                   | 4–1                       | Прага                       | N/A      | Парний розряд (з Ладіславом Гехтом)    | Кем Мелфрой / Alan Stedman             | 5–7, 4–6, 5–7 (L)           |
| ЧФ          | 7–9 червня 1934         | Нова Зеландія                   | 4–1                       | Прага                       | N/A      | Одиночний розряд 5                     | Кем Мелфрой                            | 6–2, 6–0, 6–1 (П)           |
| ПФ          | 15–17 червня 1934       | Італія                          | 3–2                       | Мілан                       | clay     | Одиночний розряд 2                     | Augusto Rado                           | 6–1, 6–2, 10–8 (П)          |
| ПФ          | 15–17 червня 1934       | Італія                          | 3–2                       | Мілан                       | clay     | Парний розряд (з Ференцом Маршалеком)  | Ферруччіо Квінтавалле / Augusto Rado   | 6–8, 6–3, 6–0, 6–4 (П)      |
| ПФ          | 15–17 червня 1934       | Італія                          | 3–2                       | Мілан                       | clay     | Одиночний розряд 4                     | Джорджо де Стефані                     | 6–0, 5–7, 2–6, 7–5, 3–6 (L) |
| Ф           | 13–15 липня 1934        | Австралія                       | 2–3                       | Прага                       | clay     | Одиночний розряд 1                     | Вівіан Макграт                         | 10–8, 6–2, 8–6 (П)          |
| Ф           | 13–15 липня 1934        | Австралія                       | 2–3                       | Прага                       | clay     | Парний розряд (з Ладіславом Гехтом)    | Джек Кроуфорд / Адріан Квіст           | 4–6, 3–6, 4–6 (L)           |
| Ф           | 13–15 липня 1934        | Австралія                       | 2–3                       | Прага                       | clay     | Одиночний розряд 4                     | Джек Кроуфорд                          | 6–4, 6–4, 2–6, 8–6 (П)      |
| 1р          | 10–12 травня 1935       | Югославія                       | 4–1                       | Прага                       | clay     | Одиночний розряд 1                     | Франьйо Пунчеч                         | 6–3, 6–1, 6–1 (П)           |
| 1р          | 10–12 травня 1935       | Югославія                       | 4–1                       | Прага                       | clay     | Парний розряд (з Ладіславом Гехтом)    | Франьйо Кукульєвич / Франьйо Пунчеч    | 4–6, 4–6, 6–2, 8–6, 6–2 (П) |
| 1р          | 10–12 травня 1935       | Югославія                       | 4–1                       | Прага                       | clay     | Одиночний розряд 4                     | Йосип Палада                           | 6–0, 6–1, 6–1 (П)           |
| ЧФ          | 7–9 червня 1935         | Японія                          | 4–1                       | Прага                       | N/A      | Одиночний розряд 2                     | Hideo Nishimura                        | 6–2, 6–3, 8–6 (П)           |
| ЧФ          | 7–9 червня 1935         | Японія                          | 4–1                       | Прага                       | N/A      | Парний розряд (з Ференцом Маршалеком)  | Hideo Nishimura / Ямаґісі Дзіро        | 2–6, 6–2, 6–2, 6–1 (П)      |
| ПФ          | 7–9 червня 1935         | Південно-Африканська Республіка | 5–0                       | Прага                       | N/A      | Одиночний розряд 2                     | Норман Фаркухарсон                     | 6–2, 5–7, 6–3, 6–2 (П)      |
| ПФ          | 7–9 червня 1935         | Південно-Африканська Республіка | 5–0                       | Прага                       | N/A      | Парний розряд (з Ференцом Маршалеком)  | Норман Фаркухарсон / Вернон Кербі      | 9–11, 6–4, 6–2, 6–1 (П)     |
| Ф           | 12–14 липня 1935        | Німеччина                       | 1–4                       | Прага                       | clay     | Одиночний розряд 1                     | Геннер Генкель                         | 7–5, 6–1, 4–6, 2–6, 6–4 (П) |
| Ф           | 12–14 липня 1935        | Німеччина                       | 1–4                       | Прага                       | clay     | Парний розряд (з Ференцом Маршалеком)  | Kay Lund / Готтфрід фон Крамм          | 3–6, 7–9, 4–6 (L)           |
| Ф           | 12–14 липня 1935        | Німеччина                       | 1–4                       | Прага                       | clay     | Одиночний розряд 4                     | Готтфрід фон Крамм                     | 2–6, 4–6, 6–3, 7–5, 1–6 (L) |
| 2р          | 15–17 травня 1937       | Польща                          | 5–0                       | Варшава                     | N/A      | Одиночний розряд 1                     | Kazimierz Tarlowski                    | 6–3, 6–4, 2–6, 6–3 (П)      |
| 2р          | 15–17 травня 1937       | Польща                          | 5–0                       | Варшава                     | N/A      | Одиночний розряд 4                     | Йозеф Хебда                            | 7–5, 6–3, 6–3 (П)           |
| ЧФ          | 5–7 червня 1937         | Франція                         | 4–1                       | Прага                       | clay     | Одиночний розряд 1                     | Крістіан Буссю                         | 6–2, 6–3, 6–4 (П)           |
| ЧФ          | 5–7 червня 1937         | Франція                         | 4–1                       | Прага                       | clay     | Парний розряд (з Ладіславом Гехтом)    | Жан Боротра / Ївон Петра               | 3–6, 6–2, 2–6, 3–6 (L)      |
| ЧФ          | 5–7 червня 1937         | Франція                         | 4–1                       | Прага                       | clay     | Одиночний розряд 4                     | Бернар Дестремо                        | 6–0, 6–3, 6–4 (П)           |
| ПФ          | 12–14 червня 1937       | Югославія                       | 4–1                       | Прага                       | N/A      | Одиночний розряд 1                     | Йосип Палада                           | 6–2, 6–1, 6–0 (П)           |
| ПФ          | 12–14 червня 1937       | Югославія                       | 4–1                       | Прага                       | N/A      | Парний розряд (з Ладіславом Гехтом)    | Йосип Палада / Франьйо Пунчеч          | 2–6, 6–1, 6–0, 7–9, 6–1 (П) |
| Ф           | 10–12 липня 1937        | Німеччина                       | 1–4                       | Берлін                      | N/A      | Одиночний розряд 2                     | Готтфрід фон Крамм                     | 6–3, 6–4, 4–6, 3–6, 2–6 (L) |
| 1р          | 29 квітня–1 травня 1938 | Югославія                       | 2–3                       | Загреб                      | N/A      | Одиночний розряд 2                     | Йосип Палада                           | 6–2, 6–2, 6–1 (П)           |
| 1р          | 29 квітня–1 травня 1938 | Югославія                       | 2–3                       | Загреб                      | N/A      | Парний розряд (з Франтішеком Цейнаром) | Драгутин Митич / Франьйо Пунчеч        | 11–9, 3–6, 9–7, 6–2 (П)     |
| 1р          | 29 квітня–1 травня 1938 | Югославія                       | 2–3                       | Загреб                      | N/A      | Одиночний розряд 4                     | Франьйо Пунчеч                         | 6–3, 1–6, 1–6, 2–6 (L)      |

### За Німеччину
| Europe Zone |                   |                 |                           |                  |          |                                     |                                     |                             |
| Раунд       | Дата              | Суперники       | Підсумковий рахунок матчу | Місце проведення | Покриття | Матч                                | Суперник                            | Рахунок у своєму поєдинку   |
| 1р          | 5–7 травня 1939   | Швейцарія       | 5–0                       | Відень           | clay     | Одиночний розряд 1                  | Боріс Манефф                        | 6–8, 6–3, 5–7, 6–2, 6–3 (П) |
| 1р          | 5–7 травня 1939   | Швейцарія       | 5–0                       | Відень           | clay     | Одиночний розряд 5                  | Йост Шпітцер                        | 8–6, 6–4, 6–3 (П)           |
| 2р          | 19–21 травня 1939 | Польща          | 3–2                       | Варшава          | N/A      | Одиночний розряд 1                  | Адам Баворовський                   | 7–5, 6–3, 2–6, 2–6, 6–4 (П) |
| 2р          | 19–21 травня 1939 | Польща          | 3–2                       | Варшава          | N/A      | Одиночний розряд 4                  | Ігнаци Тлочиньський                 | 6–2, 1–6, 7–5, 2–6, 7–9 (L) |
| ЧФ          | 27–29 травня 1939 | Швеція          | 4–1                       | Берлін           | clay     | Одиночний розряд 1                  | Морґан Гультман                     | 6–0, 6–2, 6–1 (П)           |
| ЧФ          | 27–29 травня 1939 | Швеція          | 4–1                       | Берлін           | clay     | Одиночний розряд 4                  | Калле Шредер                        | 2–6, 6–3, 6–3, 6–3 (П)      |
| ПФ          | 3–5 червня 1939   | Велика Британія | 5–0                       | Берлін           | clay     | Одиночний розряд 1                  | Чарлз Гее                           | 6–0, 6–1 RET (П)            |
| ПФ          | 3–5 червня 1939   | Велика Британія | 5–0                       | Берлін           | clay     | Одиночний розряд 4                  | Ronald Shayes                       | 6–1, 6–1, 6–0 (П)           |
| Ф           | 28–30 липня 1939  | Югославія       | 2–3                       | Загреб           | N/A      | Парний розряд (з Геннером Генкелем) | Франьйо Кукульєвич / Франьйо Пунчеч | 9–7, 4–6, 6–4, 3–6, 6–1 (П) |